# Muzeul Etnografic „Haszmann Pál”
Muzeul Etnografic „Haszmann Pál” este un muzeu național din Cernatul De Jos, amplasat în Str. Muzeului nr. 332. Muzeul Satului din Cernat și-a primit numele după fondatorul Pál Haszmann. Muzeul a fost amenajat în Cernatul de Sus, în conacul lui Gyula Damokos, respectiv în parcul și grădina ce o înconjoară. În anii 1950-1970 conacul naționalizat își trăia ultimele clipe, neglijat, într-o stare degradată, când liderii locali și autoritățile de stat au decis să o transforme într-o instituție culturală, într-un muzeu. Conacul a fost clădită între secolele XVII–XIX, primindu-și înfățișarea neoclasicistă în 1831. Terenul de mai mult de două hectare și conacul cu multe încăperi ofereau o posibilitate unică pentru înființarea unui muzeu etnografic în aer liber. Instituția și-a deschis porțile publicului pe 25 februarie 1973. În ultimii treizeci de ani de mii de persoane au vizitat și vizitează și azi cu mare interes și apreciere acest muzeu ce între timp a devenit cunoscut și peste hotare ca o însemnată instituție culturală. Pedagogul Pál Haszmann (1902-1977) și soția lui Haszmann, Pálné Ida Cseh (1909-2003), au oferit colecția lor privată comunității secui-maghiare cu scopul înființării muzeului. Visul lor de mai multe decenii de a înființa un muzeu s-a împlinit mulțumită susținătorilor și a multor oameni entuziasmați. Munca lor este continuată de fiii lor și familiile acestora.
Conacul Domokos Gyula, monument de arhitectură construit în stil clasicist în 1831, pe bazele unei clădiri mai vechi, renascentiste.